# Pandisus scalaris
Pandisus scalaris là một loài nhện trong họ Salticidae.
Loài này thuộc chi Pandisus. Pandisus scalaris được Eugène Simon miêu tả năm 1900.